# Totális metál
A Totális metál a Pokolgép együttes és egyben a magyar heavy metal történetének első stúdióalbuma, amely 1986 augusztusában jelent meg a Hungaroton kiadásában. Az album két hónap alatt 65 000 példányban kelt el, összességében pedig kb. 80 000 példány fogyott belőle. A lemez kiadását nagyban segítette Nagy Feró, aki zenei rendezőként és szövegíróként is részt vett a munkálatokban. A lemez nyitó dala, A jel, amelyhez videóklipet is forgattak, mára klasszikus metál himnusszá vált. Az album 2003 októberében jelent meg CD-n két bónusz dallal.

## Az album dalai

### Eredeti kiadás
A oldal
1. A jel – 3:35
2. Pokolgép – 3:14
3. Démon – 4:20
4. A tűz – 3:01
5. B. S. emlékére – 4.15

B oldal
1. Totális metál – 3:44
2. Mennyit érsz? – 3:57
3. Átkozott nemzedék – 4:04
4. Mindhalálig rock and roll – 3:30
5. ...tovább – 3:47

### Bónusz dalok a 2003-as CD-kiadáson
1. Kegyetlen asszony (kislemez, 1983) – 4:46
2. Gépinduló  (koncertfelvétel, 1990) – 4:47

### Bónusz dalok a 2012-es CD-kiadáson
1. Sátán (kislemez, 1985) – 4:35
2. Maszk (kislemez, 1985) – 3:38
3. Heavy Metal (1.2.3... Start válogatás, 1985) – 4:07
4. Kegyetlen asszony (Ki mit tud? kislemez, 1983) – 4:49
5. Mindhalálig rock 'n' roll (koncertfelvétel, 1990) – 4:54

## Közreműködők
Pokolgép:
- Kalapács József – ének
- Kukovecz Gábor – gitár, vokál
- Nagyfi László – gitár, vokál (1-15), ének (6)
- Pazdera György – basszusgitár
- Tarca Laszló – dobok (1-10,  Gépinduló)
- Gyenizse András – dob (Sátán, Démon, Maszk, Heavy Metal)
- Paksi Endre – basszusgitár (Heavy Metal, Kegyetlen asszony)
- Neogrády Dezső – dob (Kegyetlen asszony)
- Varga Tibor – billentyűs hangszerek (Maszk, Sátán, Kegyetlen Asszony)

További közreműködők:
- Nagy Feró – vokál
- Józsa Béla – D-24 effekt
- Trunkos András – emulátor